# Araneus aethiopicus
Araneus aethiopicus là một loài nhện trong họ Araneidae.
Loài này thuộc chi Araneus. Araneus aethiopicus được Carl Friedrich Roewer miêu tả năm 1961.